# Ружа Делчева
 Тази статия е за българската актриса.  За революционерката от ВМОРО и сестра на Гоце Делчев вижте Руша Делчева.  
Ружа Николова Делчева е българска актриса. Член на Съюза на артистите в България и негов председател (1968 – 1970)

## Биография
Ружа Делчева е родена на 20 юли 1915 г. в Стара Загора. Учи актьорско майсторство в Драматичната школа на Народния театър от 1935 до 1937 г. при Н. О. Масалитинов. Завършва Държавната театрална школа при „Народния театър“ (1936 г.).
Била е техническо лице към ЦК на компартията (1934 – 1936). Ремсов отговорник на три гимназии в Стара Загора до 1934 година.
Работи в Народния театър София (1938, 1944 – 1989). Тя създава образи на сцената и на големия екран, които влизат в златния фонд. Ружа Делчева играе Маша от „Три сестри“, Костанда от „Свекърва“ на Страшимиров, Регина от „Лисичета“ на Лилиан Хелман, Беатриче от „Херцогинята от Падуа“ на Оскар Уайлд.
Остават незабравими и ролите ѝ в режисираните от Хачо Бояджиев телевизионни мюзикъли „Криворазбраната цивилизация“ по Добри Войников (мадам Злата) и „Зех тъ, Радке, зех тъ!“ по Сава Доброплодни (баба Марта). На 24 януари 1969 година е обявена за „Почетен гражданин на Стара Загора“.
Ружа знае перфектно немски език и е била говорителка в немското радио.
Председател на САБ (1968 – 1970).
Член на СБФД.

## Театрални роли
- „Жена без значение“ (Оскар Уайлд) – Хестър
- „Ана Кристи“ (Юджийн О'Нийл) – Ана Кристи
- „Отвъд хоризонта“ (Юджийн О'Нийл) – Рут
- „Битката за живота“ (Чарлз Дикенс) – мис Грей
- „Три сестри“ (А. П. Чехов) – Маша
- „Свекърва“ (Антон Страшимиров) – Костанда
- „Лисичета“ (Лилиан Хелман) – Реджина
- „Херцогинята от Падуа“ (Оскар Уайлд) – Беатриче
- „Любов Яровая“ (Константин Треньов) – Любов Яровая
- „Може би поет“ (Р. Юсефсон) – Йен Видинг
- „Изпитания“ (Е. Урбан) – Жужа Бозине
- „От ума си тегли“ (Александър Грибоедов) – София
- „Лес“ (А. Н. Островски) – Аксюша
- „Вълци и овце“ (А. Н. Островски) – Глафира
- „Сънят на вуйчо“ (Фьодор Достоевски) – Мария Александровна
- „Егор Буличов и другите“ (Максим Горки) – Мелания
- „Дачници“ (Максим Горки) – Варвара Михайловна
- „Майка на своите деца“ (А. Н. Афиногенов) – Екатерина Ивановна
- „Московски характер“ (А. В. Софронов) – Ирина Гриньова
- „Платон Кречет“ (А. Е. Корнейчук) – Лида
- „Далечен път“ (А. Н. Арбузов) – Елена Карповна
- „Дванайсетият час“ (А. Н. Арбузов) – Ана
- „Единственият свидетел“ (А. С. Тур и П. Л. Тур) – Сабурова
- „Фантазиите на Фарятиев“ (А. Соколова) – майката
- „Дъщерите на Ефремов“ (Ст. Савов) – Саша
- „Под игото“ (Иван Вазов) – Рада
- „Призори“ (Сл. Красински) – Неда
- „Борбата продължава“ (Крум Кюлявков) – Вера
- „Първият удар“ (Крум Кюлявков) – Гертруда Пфафенбергер
- „Голямото завръщане“ (Иван Радоев) – Димитрина Григорова
- „За честта на пагона“ (Камен Зидаров) – Дена
- „Сърцето на майката“ (1986)

### Телевизионен театър
- „Нашествие“ (Леонид Леонов) – Демирова
- „Пътуване до истината“ (Лозан Стрелков) – Петрана Горанова
- „Горещи нощи в Аркадия“ – г-жа Адорни
- „Пълнолуние“ (1985) (Юлиус Удпис)
- „Легенда за майката“ (1985) (Кръстю Дренски)
- „Вампир“ (1980) (Антон Страшимиров) – Малама
- „Ако...“ (1979) (Самуил Альошин)
- „Съдии на самите себе си“ (1977) (Кольо Георгиев) – старата
- „Зех тъ, Радке, зех тъ!“ (1976) (Сава Доброплодни), мюзикъл – баба Марта – женихла
- „Криворазбраната цивилизация“ (1974) (Добри Войников), мюзикъл – мадам Злата
- „Рози за д-р Шомов“ (1973) (Драгомир Асенов), (Втора реализация)
- „Тя и той“ (1972) (Михаил Рошчин)
- „Рожден ден“ (1971) (Драгомир Асенов)

## Награди и отличия
- Народен артист (1963).
- „Почетен гражданин на Стара Загора“ (1969).
- Димитровска награда

## Филмография
Играе във филмите:
| Година | Филми/Сериали             | Серии | Копродукции         | Роля                                                                             |
| ------ | ------------------------- | ----- | ------------------- | -------------------------------------------------------------------------------- |
| 1985   | Тази хубава зряла възраст |       |                     |                                                                                  |
| 1982   | Куче в чекмедже           |       |                     | бабата на Андро                                                                  |
| 1969   | Цар Иван Шишман           |       |                     | Царица Теодора Сара, втора съпруга на цар Иван Александър и майка на Иван Шишман |
| 1957   | Години за любов           |       |                     | Мария                                                                            |
| 1956   | Точка първа               |       |                     | председателката                                                                  |
| 1940   | Те победиха               |       |                     | Рада                                                                             |
| 1937   | Страхил войвода           |       | България / Германия | Ивана                                                                            |